# Coleophora elaeagnisella
Coleophora elaeagnisella é uma espécie de mariposa do gênero Coleophora pertencente à família Coleophoridae.